# Effodeildin (2016)
W roku 2016 odbyła się 74. edycja Effodeildin – pierwszej ligi piłki nożnej Wysp Owczych. W rozgrywkach wzięło udział 10 klubów z całego archipelagu. Tytułu mistrzowskiego broniła drużyna B36 Tórshavn, jednak na szczycie tabeli, pierwszy raz w historii znalazł się Víkingur Gøta. Od 2012 roku sponsorem tytularnym ligi jest rodzima firma Effo, produkująca oleje silnikowe oraz paliwa.
Spośród dziesięciu zespołów biorących udział w rozgrywkach dwie drużyny po końcu sezonu spadały do 1.deild – niższego poziomu rozgrywek na Wyspach Owczych. W roku 2016 były to: AB Argir oraz B68 Toftir.

## Uczestnicy
| Uczestnicy Effodeildin 2015                                                                                   | Uczestnicy Effodeildin 2015 | Uczestnicy Effodeildin 2015 | Uczestnicy Effodeildin 2015 |
| --- | --------------------------- | --------------------------- | --------------------------- |
| B36 | B36 Tórshavn                | 1                           |                             |
| NSÍ | NSÍ Runavík                 | 2                           |                             |
| VÍK | Víkingur Gøta               | 3                           |                             |
| HB | HB Tórshavn                 | 4                           |                             |
| KÍ | KÍ Klaksvík                 | 5                           |                             |
| ÍF | ÍF Fuglafjørður             | 6                           |                             |
| TB | TB Tvøroyri                 | 7                           |                             |
| AB | AB Argir                    | 8                           |                             |
| Awans z 1. deild 2015                                                                                         |                             |                             |                             |
| SKÁ | Skála ÍF                    | 1                           |                             |
| B68 | B68 Toftir                  | 2                           |                             |
| Oznaczenia: - kolumna pierwsza – skróty nazw drużyn, - kolumna trzecia – miejsce zajęte w poprzednim sezonie. |                             |                             |                             |

## Rozgrywki

### Tabela
| Lp. | Drużyna         | M  | Z  | R | P  | Bramki | Bramki | Różn. | Pkt | Uwagi                                       |
| --- | --------------- | -- | -- | - | -- | ------ | ------ | ----- | --- | ------------------------------------------- |
| 1   | Víkingur Gøta   | 27 | 19 | 4 | 4  | 59     | 25     | +34   | 61  | Liga Mistrzów UEFA • I runda kwalifikacyjna |
| 2   | KÍ Klaksvík     | 27 | 19 | 3 | 5  | 64     | 26     | +38   | 60  | Liga Europy UEFA • I runda kwalifikacyjna1  |
| 3   | NSÍ Runavík     | 27 | 18 | 1 | 8  | 60     | 36     | +24   | 55  | Liga Europy UEFA • I runda kwalifikacyjna1  |
| 4   | B36 Tórshavn    | 27 | 14 | 7 | 6  | 46     | 28     | +18   | 49  | Liga Europy UEFA • I runda kwalifikacyjna1  |
| 5   | HB Tórshavn     | 27 | 12 | 7 | 8  | 44     | 30     | +14   | 43  |                                             |
| 6   | ÍF Fuglafjørður | 27 | 9  | 5 | 13 | 42     | 59     | −17   | 32  |                                             |
| 7   | TB Tvøroyri     | 27 | 7  | 6 | 14 | 31     | 48     | −17   | 27  |                                             |
| 8   | Skála ÍF        | 27 | 6  | 8 | 13 | 25     | 41     | −16   | 26  |                                             |
| 9   | AB Argir (S)    | 27 | 4  | 6 | 17 | 31     | 49     | −18   | 18  | Spadek do 1. deild                          |
| 10  | B68 Toftir (S)  | 27 | 0  | 7 | 20 | 20     | 80     | −60   | 7   | Spadek do 1. deild                          |

### Miejsca po danych kolejkach
| Drużyna / Kolejka |   |   |    |    |    |    |    |    |    |    |    |    |    |    |    |    |    |    |    |    |    |    |    |    |    |    |    |
| Drużyna / Kolejka | 1 | 2 | 3  | 4  | 5  | 6  | 7  | 8  | 9  | 10 | 11 | 12 | 13 | 14 | 15 | 16 | 17 | 18 | 19 | 20 | 21 | 22 | 23 | 24 | 25 | 26 | 27 |
| ----------------- | - | - | -- | -- | -- | -- | -- | -- | -- | -- | -- | -- | -- | -- | -- | -- | -- | -- | -- | -- | -- | -- | -- | -- | -- | -- | -- |
| Víkingur Gøta     | 1 | 1 | 4  | 4  | 4  | 3  | 2  | 3  | 1  | 3  | 3  | 2  | 2  | 2  | 2  | 2  | 2  | 2  | 2  | 2  | 2  | 2  | 2  | 2  | 1  | 1  | 1  |
| KÍ Klaksvík       | 4 | 5 | 7  | 5  | 5  | 5  | 5  | 4  | 2  | 2  | 2  | 1  | 1  | 1  | 1  | 1  | 1  | 1  | 1  | 1  | 1  | 1  | 1  | 1  | 2  | 2  | 2  |
| NSÍ Runavík       | 7 | 4 | 3  | 2  | 2  | 2  | 4  | 5  | 5  | 4  | 4  | 3  | 4  | 4  | 3  | 3  | 3  | 3  | 3  | 3  | 3  | 3  | 3  | 3  | 3  | 3  | 3  |
| B36 Tórshavn      | 1 | 3 | 2  | 3  | 3  | 4  | 3  | 1  | 3  | 1  | 1  | 4  | 3  | 3  | 4  | 4  | 4  | 5  | 5  | 4  | 4  | 4  | 4  | 4  | 4  | 4  | 4  |
| HB Tórshavn       | 3 | 2 | 1  | 1  | 1  | 1  | 1  | 2  | 4  | 5  | 5  | 5  | 5  | 6  | 5  | 5  | 5  | 4  | 4  | 5  | 5  | 5  | 5  | 5  | 5  | 5  | 5  |
| ÍF Fuglafjørður   | 9 | 6 | 6  | 7  | 7  | 6  | 6  | 6  | 6  | 6  | 6  | 6  | 6  | 5  | 6  | 6  | 6  | 6  | 6  | 6  | 6  | 6  | 6  | 6  | 6  | 6  | 6  |
| TB Tvøroyri       | 8 | 9 | 5  | 6  | 6  | 7  | 7  | 7  | 8  | 8  | 8  | 9  | 8  | 7  | 7  | 8  | 8  | 8  | 7  | 7  | 7  | 7  | 7  | 7  | 7  | 7  | 7  |
| Skála ÍF          | 9 | 6 | 8  | 8  | 8  | 8  | 8  | 8  | 7  | 7  | 7  | 8  | 7  | 8  | 8  | 7  | 7  | 7  | 8  | 8  | 8  | 8  | 8  | 8  | 8  | 8  | 8  |
| AB Argir          | 5 | 9 | 10 | 10 | 9  | 9  | 9  | 9  | 9  | 9  | 9  | 7  | 9  | 9  | 9  | 9  | 9  | 9  | 9  | 9  | 9  | 9  | 9  | 9  | 9  | 9  | 9  |
| B68 Toftir        | 5 | 8 | 9  | 9  | 10 | 10 | 10 | 10 | 10 | 10 | 10 | 10 | 10 | 10 | 10 | 10 | 10 | 10 | 10 | 10 | 10 | 10 | 10 | 10 | 10 | 10 | 10 |

## Wyniki spotkań

### Regularne spotkania
| Gospodarz \ Gość | AB  | B36 | B68 | HB  | ÍF  | KÍ  | NSÍ | SKÁ | TB  | VÍK |
| AB Argir         |     | 2:3 | 1:1 | 0:1 | 2:3 | 1:1 | 1:2 | 0:0 | 3:2 | 2:2 |
| B36 Tórshavn     | 2:1 |     | 3:1 | 3:2 | 4:1 | 0:1 | 3:1 | 1:1 | 0:0 | 0:2 |
| B68 Toftir       | 2:2 | 1:4 |     | 0:1 | 1:2 | 0:3 | 0:5 | 1:1 | 1:1 | 2:2 |
| HB Tórshavn      | 0:0 | 0:0 | 1:0 |     | 1:0 | 4:2 | 3:4 | 1:0 | 4:1 | 1:1 |
| ÍF Fuglafjørður  | 1:0 | 0:0 | 4:0 | 4:2 |     | 0:4 | 0:2 | 2:2 | 2:2 | 2:2 |
| KÍ Klaksvík      | 5:1 | 1:1 | 4:1 | 1:0 | 2:4 |     | 1:3 | 2:0 | 1:0 | 2:0 |
| NSÍ Runavík      | 2:1 | 2:1 | 2:1 | 1:2 | 6:1 | 2:0 |     | 2:0 | 2:1 | 1:3 |
| Skála ÍF         | 1:0 | 1:0 | 0:0 | 0:3 | 1:0 | 0:1 | 0:2 |     | 5:1 | 1:3 |
| TB Tvøroyri      | 1:0 | 0:1 | 4:1 | 0:1 | 0:3 | 0:1 | 2:1 | 1:1 |     | 0:2 |
| Víkingur Gøta    | 3:0 | 1:0 | 4:0 | 1:0 | 3:1 | 0:2 | 2:0 | 4:1 | 2:1 |     |

Aktualne na 25 października 2016. Źródło: FaroeSoccer.com
Objaśnienia:
1Drużyna gospodarzy jest wymieniona po lewej stronie tabeli.
Kolory: zielony – zwycięstwo gospodarzy, żółty – remis, różowy – zwycięstwo gości.

### Dodatkowe spotkania
| Gospodarz \ Gość | AB  | B36 | B68 | HB  | ÍF  | KÍ  | NSÍ | SKÁ | TB  | VÍK |
| AB Argir         |     |     | 5:0 |     |     | 3:1 |     | 0:2 |     | 1:3 |
| B36 Tórshavn     | 2:1 |     |     | 2:2 | 4:1 |     | 2:0 |     | 5:2 |     |
| B68 Toftir       |     | 0:1 |     |     | 0:2 |     | 1:3 |     | 3:3 |     |
| HB Tórshavn      | 1:2 |     | 6:1 |     | 4:1 | 2:3 |     |     |     | 0:1 |
| ÍF Fuglafjørður  | 2:0 |     |     |     |     | 1:3 |     | 1:1 |     | 1:3 |
| KÍ Klaksvík      |     | 2:2 | 6:0 |     |     |     | 4:0 | 5:0 | 4:0 |     |
| NSÍ Runavík      | 4:1 |     |     | 0:0 | 7:1 |     |     | 1:0 |     | 4:2 |
| Skála ÍF         |     | 0:2 | 5:1 | 2:2 |     |     |     |     | 0:1 |     |
| TB Tvøroyri      | 2:1 |     |     | 0:0 | 3:2 |     | 3:1 |     |     |     |
| Víkingur Gøta    |     | 2:0 | 5:1 |     |     | 1:2 |     | 4:0 | 1:0 |     |

Aktualne na 25 października 2016. Źródło: FaroeSoccer.com
Objaśnienia:
1Drużyna gospodarzy jest wymieniona po lewej stronie tabeli.
Kolory: zielony – zwycięstwo gospodarzy, żółty – remis, różowy – zwycięstwo gości.

## Stadiony
| Lp. | Miejscowość  | Stadion                   | Klub                     | Pojemność | Zdjęcie                   |
| --- | ------------ | ------------------------- | ------------------------ | --------- | ------------------------- |
| 1   | Argir        | Blue Water Arena          | AB Argir                 | 2000      | Blue Water Arena          |
| 2   | Fuglafjørður | Fløtugerði                | ÍF Fuglafjørður          | 3000      |                           |
| 3   | Klaksvík     | Injector Arena            | KÍ Klaksvík              | 3000      |                           |
| 4   | Norðragøta   | Serpugerði                | Víkingur Gøta            | 2000      |                           |
| 5   | Runavík      | Við Løkin                 | NSÍ Runavík              | 2000      |                           |
| 6   | Skáli        | Mýruhjalla                | Skála ÍF                 | 2000      | Mýruhjalla                |
| 7   | Toftir       | Svangaskarð               | B68 Toftir               | 6000      |                           |
| 8   | Tórshavn     | Gundadalur (Ovari Vøllur) | B36 Tórshavn HB Tórshavn | 5000      | Gundadalur (Ovari Vøllur) |
| 9   | Tvøroyri     | Við Stórá                 | TB Tvøroyri              | 4000      | Við Stórá                 |

## Trenerzy i kapitanowie
| Klub            | Trener                        | Trener                  | Kapitan                | Kapitan |
| --------------- | ----------------------------- | ----------------------- | ---------------------- | ------- |
| AB Argir        | Trygvi Mortensen              | od 1 stycznia 2016      | Rói Danielsen          |         |
| B36 Tórshavn    | Eyðun Klakstein               | od 11 grudnia 2014      | Łukasz Cieślewicz      |         |
| B68 Toftir      | Oddur Olsen Eliesar Olsen     | od 30 lipca 2016        | André Olsen            |         |
| HB Tórshavn     | Jan Dam                       | od 12 października 2015 | Jóhan Davidsen         |         |
| ÍF Fuglafjørður | Jákup Mikkelsen Símun Eliasen | od 8 maja 2016          | Jan Ellingsgaard       |         |
| KÍ Klaksvík     | Mikkjal Thomassen             | od 13 listopada 2014    | Jonas Flindt Rasmussen |         |
| NSÍ Runavík     | Anders Gerber                 | od 20 grudnia 2015      | Klæmint Olsen          |         |
| Skála ÍF        | Pauli Poulsen                 | od 17 czerwca 2014      | Edvin Jacobsen         |         |
| TB Tvøroyri     | Sigfríður Clementsen          | od 6 czerwca 2016       | Rógvi Joensen          |         |
| Víkingur Gøta   | Sámal Erik Hentze             | od 16 września 2015     | Atli Gregersen         |         |

### Zmiany trenerów
| Klub                | Były trener          | Data odejścia        | Powód | Nowy trener                   | Data zatrudnienia    |
| ------------------- | -------------------- | -------------------- | ----- | ----------------------------- | -------------------- |
| Przed sezonem       |                      |                      |       |                               |                      |
| Víkingur Gøta       | Sigfríður Clementsen | 16 września 2015     |       | Sámal Erik Hentze             | 16 września 2015     |
| HB Tórshavn         | Milan Cimburović     | 12 października 2015 |       | Jan Dam                       | 12 października 2015 |
| B68 Toftir          | Súni Fríði Barbá     | 30 września 2015     |       | Páll Guðlaugsson              | 24 października 2015 |
| NSÍ Runavík         | Trygvi Mortensen     | 20 grudnia 2015      |       | Anders Gerber                 | 20 grudnia 2015      |
| AB Argir            | Sámal Erik Hentze    | 16 września 2015     |       | Trygvi Mortensen              | 1 stycznia 2016      |
| ÍF Fuglafjørður     | Aleksandar Jovević   | 2 września 2015      |       | Jógvan Martin Olsen           | 1 stycznia 2016      |
| TB Tvøroyri         | Páll Guðlaugsson     | 3 października 2015  |       | Robert Roelofsen              | 1 stycznia 2016      |
| W trakcie rozgrywek |                      |                      |       |                               |                      |
| ÍF Fuglafjørður     | Jógvan Martin Olsen  | 26 kwietnia 2016     |       | Jákup Mikkelsen               | 26 kwietnia 2016     |
| ÍF Fuglafjørður     | Jákup Mikkelsen      | 8 maja 2016          |       | Jákup Mikkelsen Símun Eliasen | 8 maja 2016          |
| TB Tvøroyri         | Robert Roelofsen     | 6 czerwca 2016       |       | Sigfríður Clementsen          | 6 czerwca 2016       |
| B68 Toftir          | Páll Guðlaugsson     | 4 lipca 2016         |       | Oddur Olsen                   | 4 lipca 2016         |
| B68 Toftir          | Oddur Olsen          | 30 lipca 2016        |       | Oddur Olsen Eliesar Olsen     | 30 lipca 2016        |

## Sędziowie
Następujący arbitrzy sędziowali poszczególne mecze Effodeildin 2016:
| Kraj        | Imię i nazwisko | Klub          | Data urodzenia | Debiut w Effodeildin | Mecze w Effodeildin | Mecze w sezonie 2016 |
| ----------- | --------------- | ------------- | -------------- | -------------------- | ------------------- | -------------------- |
| Wyspy Owcze | Ransin Djurhuus | HB Tórshavn   | 09.09.1981     | 2006                 | 149                 | 8                    |
| Wyspy Owcze | Dagfinn Forná   | NSÍ Runavík   | 30.03.1979     | 2001                 | 211                 | 17                   |
| Wyspy Owcze | Rúni Gaardbo    | NSÍ Runavík   | 27.11.1977     | 2003                 | 155                 | 14                   |
| Wyspy Owcze | Kári á Høvdanum | Víkingur Gøta | 06.04.1990     | 2014                 | 15                  | 17                   |
| Wyspy Owcze | Lars Müller     | Royn Hvalba   | 28.08.1973     | 2000                 | 162                 | 19                   |
| Wyspy Owcze | Eiler Rasmussen | Skála ÍF      | 20.05.1977     | 1997                 | 250                 | 19                   |
| Wyspy Owcze | Petur Reinert   | Víkingur Gøta | 28.02.1978     | 1997                 | 231                 | 21                   |
| Brazylia    | Alex Troleis    | B68 Toftir    | 04.06.1980     | 2011                 | 54                  | 15                   |

Prócz nich niektóre mecze gościnnie sędziowali arbitrzy z innych lig europejskich:
| Kraj      | Imię i nazwisko       | Liga          | Data urodzenia | Mecze w sezonie 2016 |
| --------- | --------------------- | ------------- | -------------- | -------------------- |
| Norwegia  | Sivert Amland         | Adeccoligaen  | 17.01.1993     | 1                    |
| Islandia  | Helgi Mikael Jónasson | Úrvalsdeild   | 23.09.1993     | 1                    |
| Dania     | Kasper Madsen         | 1. division   | 28.07.1983     | 1                    |
| Finlandia | Kalle Mäkinen         | Úrvalsdeild   | 09.07.1986     | 1                    |
| Islandia  | Valdimar Pálsson      | Veikkausliiga | 29.01.1968     | 1                    |

## Stroje i sponsorzy
| Klub            | Sponsor techniczny | Sponsor strategiczny |
| --------------- | ------------------ | -------------------- |
| AB Argir        | Adidas             | Skansi Offshore      |
| B36 Tórshavn    | Adidas             | J&K Petersen         |
| B68 Toftir      | Nike               | ?                    |
| HB Tórshavn     | Nike               | Auto Service         |
| ÍF Fuglafjørður | Adidas             | Havsbrún             |
| KÍ Klaksvík     | Adidas             | Norðoya Sparikassi   |
| NSÍ Runavík     | Nike               | Bakkafrost           |
| Skála ÍF        | Adidas             | ?                    |
| TB Tvøroyri     | Hummel             | Varðin Pelagic       |
| Víkingur Gøta   | Adidas             | P/F Wenzel           |

## Statystyki

### Bramki, kartki
| Kolejka             | Rozegrane mecze | Strzelone gole | Średnia goli na mecz | Pokazane kartki        | Pokazane kartki        | Średnia kartek na mecz | Kolejka         | Rozegrane mecze | Strzelone gole  | Średnia goli na mecz | Pokazane kartki        | Pokazane kartki        | Średnia kartek na mecz |
| ------------------- | --------------- | -------------- | -------------------- | ---------------------- | ---------------------- | ---------------------- | --------------- | --------------- | --------------- | -------------------- | ---------------------- | ---------------------- | ---------------------- |
| 1                   | 5               | 16             | 3,2                  | 22                     | 1                      | 4,6                    | 15              | 5               | 14              | 2,8                  | 23                     | 1                      | 4,8                    |
| 2                   | 5               | 10             | 2,0                  | 24                     | 0                      | 4,8                    | 16              | 5               | 19              | 3,8                  | 12                     | 4                      | 3,2                    |
| 3                   | 5               | 18             | 3,6                  | 18                     | 1                      | 3,8                    | 17              | 5               | 14              | 2,8                  | 19                     | 1                      | 4,0                    |
| 4                   | 5               | 17             | 3,4                  | 22                     | 1                      | 4,6                    | 18              | 5               | 10              | 2,0                  | 19                     | 0                      | 3,8                    |
| 5                   | 5               | 16             | 3,2                  | 15                     | 0                      | 3,0                    | 19              | 5               | 27              | 5,4                  | 14                     | 2                      | 3,2                    |
| 6                   | 5               | 9              | 1,8                  | 29                     | 0                      | 5,8                    | 20              | 5               | 15              | 3,0                  | 21                     | 1                      | 4,4                    |
| 7                   | 5               | 14             | 2,8                  | 13                     | 0                      | 2,6                    | 21              | 5               | 18              | 3,6                  | 16                     | 0                      | 3,2                    |
| 8                   | 5               | 13             | 2,6                  | 21                     | 1                      | 4,4                    | 22              | 5               | 12              | 2,4                  | 18                     | 0                      | 3,6                    |
| 9                   | 5               | 21             | 4,2                  | 18                     | 1                      | 3,8                    | 23              | 5               | 14              | 2,8                  | 13                     | 1                      | 2,8                    |
| 10                  | 5               | 12             | 2,4                  | 16                     | 0                      | 3,2                    | 24              | 5               | 20              | 4,0                  | 19                     | 2                      | 4,2                    |
| 11                  | 5               | 15             | 3,0                  | 12                     | 0                      | 2,4                    | 25              | 5               | 10              | 2,0                  | 15                     | 1                      | 3,2                    |
| 12                  | 5               | 16             | 3,2                  | 16                     | 0                      | 3,2                    | 26              | 5               | 20              | 4,0                  | 14                     | 0                      | 2,8                    |
| 13                  | 5               | 18             | 3,6                  | 14                     | 2                      | 3,2                    | 27              | 5               | 23              | 4,6                  | 11                     | 0                      | 2,2                    |
| 14                  | 5               | 11             | 2,2                  | 20                     | 1                      | 4,2                    |                 |                 |                 |                      |                        |                        |                        |
| Podsumowanie sezonu |                 |                |                      |                        |                        |                        |                 |                 |                 |                      |                        |                        |                        |
| Rozegrane mecze     | Rozegrane mecze | Strzelone gole | Strzelone gole       | Średnia bramek na mecz | Średnia bramek na mecz | Średnia bramek na mecz | Pokazane kartki | Pokazane kartki | Pokazane kartki | Pokazane kartki      | Średnia kartek na mecz | Średnia kartek na mecz | Średnia kartek na mecz |
| 135                 | 135             | 415            | 415                  | 3,1                    | 3,1                    | 3,1                    | 474             | 474             | 21              | 21                   | 3,7                    | 3,7                    | 3,7                    |

### Najlepsi strzelcy
Stan na 25 października 2016.
| Bramki | Strzelcy             | Drużyna         |
| ------ | -------------------- | --------------- |
| 23     | Klæmint Olsen        | NSÍ Runavík     |
| 21     | Páll Klettskarð      | KÍ Klaksvík     |
| 17     | Jóannes Bjartalíð    | KÍ Klaksvík     |
| 14     | Sølvi Vatnhamar      | Víkingur Gøta   |
| 13     | Albert Adu           | TB Tvøroyri     |
| 13     | Øssur Dalbúð         | HB Tórshavn     |
| 13     | Adeshina Lawal       | ÍF Fuglafjørður |
| 11     | Árni Frederiksberg   | NSÍ Runavík     |
| 11     | Patrik Johannesen    | AB Argir        |
| 10     | Filip Djordjević     | Víkingur Gøta   |
| 10     | Róaldur Jakobsen     | B36 Tórshavn    |
| 9      | Andreas Olsen        | Víkingur Gøta   |
| 8      | Salmundur Bech       | TB Tvøroyri     |
| 8      | Sebastian Pingel     | B36 Tórshavn    |
| 8      | Hans Pauli Samuelsen | Víkingur Gøta   |
| 7      | Pól Justinussen      | NSÍ Runavík     |
| 7      | Ari Olsen            | HB Tórshavn     |
| 6      | 2 zawodników         | 2 zawodników    |
| 5      | 5 zawodników         | 5 zawodników    |
| 4      | 6 zawodników         | 6 zawodników    |
| 3      | 17 zawodników        | 17 zawodników   |
| 2      | 26 zawodników        | 26 zawodników   |
| 1      | 38 zawodników        | 38 zawodników   |
| sam.   | 10 zawodników        | 10 zawodników   |

### Hat-tricki
| Gracz                 | Dla             | Przeciwko       | Rezultat | Data                 |
| --------------------- | --------------- | --------------- | -------- | -------------------- |
| Øssur Dalbúð          | HB Tórshavn     | Skála ÍF        | 3:0      | 9 kwietnia 2016      |
| Klæmint Olsen         | NSÍ Runavík     | B68 Toftir      | 5:0      | 10 kwietnia 2016     |
| Jóannes Bjartalíð     | KÍ Klaksvík     | B68 Toftir      | 4:1      | 1 maja 2016          |
| Jónhard Frederiksberg | Skála ÍF        | TB Tvøroyri     | 5:1      | 1 maja 2016          |
| Adeshina Lawal        | ÍF Fuglafjørður | HB Tórshavn     | 4:2      | 1 maja 2016          |
| Sølvi Vatnhamar       | Víkingur Gøta   | ÍF Fuglafjørður | 3:1      | 16 maja 2016         |
| Jóannes Bjartalíð     | KÍ Klaksvík     | NSÍ Runavík     | 4:0      | 5 czerwca 2016       |
| Ari Olsen             | HB Tórshavn     | B68 Toftir      | 6:1      | 24 czerwca 2016      |
| Adeshina Lawal        | ÍF Fuglafjørður | KÍ Klaksvík     | 4:2      | 24 lipca 2016        |
| Páll Klettskarð       | KÍ Klaksvík     | Skála ÍF        | 5:0      | 5 sierpnia 2016      |
| Sølvi Vatnhamar       | Víkingur Gøta   | Skála ÍF        | 4:0      | 21 sierpnia 2016     |
| Páll Klettskarð       | KÍ Klaksvík     | B68 Toftir      | 6:0      | 16 października 2016 |

## Nagrody
Na koniec sezonu FSF Føroya przyznał nagrody dla najlepszych graczy sezonu. Ostateczne wyniki prezentowały się następująco:
| Nagroda             | Piłkarz           | Drużyna         |
| ------------------- | ----------------- | --------------- |
| Piłkarz Roku        | Sølvi Vatnhamar   | Víkingur Gøta   |
| Trener Roku         | Sámal Erik Hentze | Víkingur Gøta   |
| Bramkarz Roku       | Kristian Joensen  | KÍ Klaksvík     |
| Obrońca Roku        | Atli Gregersen    | Víkingur Gøta   |
| Pomocnik Roku       | Sølvi Vatnhamar   | Víkingur Gøta   |
| Napastnik Roku      | Klæmint Olsen     | NSÍ Runavík     |
| Młody Zawodnik Roku | Jóannes Bjartalíð | KÍ Klaksvík     |
| Sędzia Roku         | Lars Müller       |                 |
| Nagroda Fair Play   | ÍF Fuglafjørður   | ÍF Fuglafjørður |

### Drużyna Roku
Przyznano także nagrodę dla drużyny roku w ustawieniu 4-4-2:
| Pozycja    | Piłkarz                | Drużyna       |
| ---------- | ---------------------- | ------------- |
| Bramkarz   | Kristian Joensen       | KÍ Klaksvík   |
| Obrońcy    | Jóhan Davidsen         | HB Tórshavn   |
| Obrońcy    | Atli Gregersen         | Víkingur Gøta |
| Obrońcy    | Erling Jacobsen        | Víkingur Gøta |
| Obrońcy    | Jonas Flindt-Rasmussen | KÍ Klaksvík   |
| Pomocnicy  | Jóannes Bjartalíð      | KÍ Klaksvík   |
| Pomocnicy  | Árni Frederiksberg     | NSÍ Runavík   |
| Pomocnicy  | Semir Hadžibulić       | KÍ Klaksvík   |
| Pomocnicy  | Sølvi Vatnhamar        | Víkingur Gøta |
| Napastnicy | Páll Klettskarð        | KÍ Klaksvík   |
| Napastnicy | Klæmint Olsen          | NSÍ Runavík   |